# Blaise (Ardennes)
Pour les articles homonymes, voir Blaise.
Blaise est une localité de Vouziers et une ancienne commune française, située dans le département des Ardennes en région Grand Est.
Elle est rattachée le 1er janvier 1973 à la commune de Vouziers et a porté le statut de commune associée entre 1973 et 2016. Elle est une commune déléguée de Vouziers depuis 2020.

## Géographie
La commune avait une superficie de 7,64 km2

## Histoire
Sur la carte de Cassini, Blaise apparaît comme un hameau de la paroisse de Théline (orthographié Telline), elle-même succursale d'un doyenné. Blaise est érigé en commune à la Révolution et intègre sur son territoire ce qui reste de Théline. Cette commune fusionne avec Sainte-Marie-sous-Bourcq (aujourd'hui Sainte-Marie), sous le nom de Sainte-Marie-et-Blaise, en 1828. Les deux communes fusionnées reprennent leur indépendance en 1871. En 1973, Blaise est rattaché à Vouziers sous le statut de commune associée.

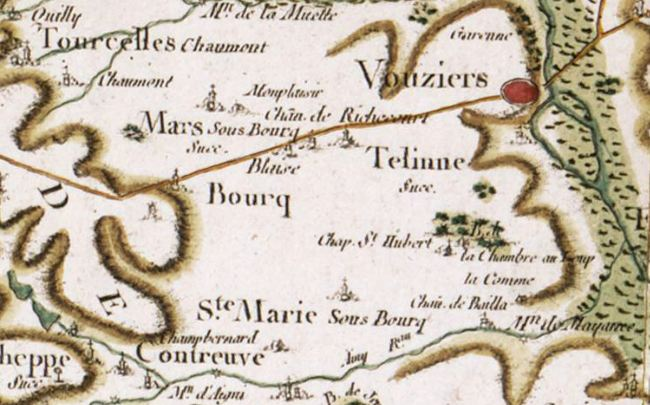
Blaise, hameau de Théline, sur la carte de Cassini.
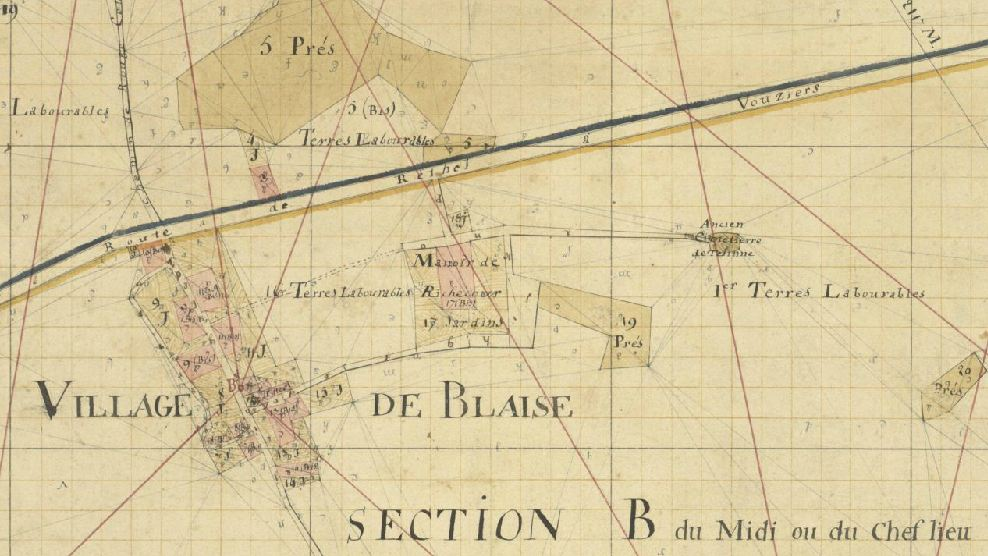
Cadastre de Blaise de 1806.

Monsieur Baudartr est maire de la commune en 1879.
Par arrêté préfectoral du 30 décembre 1972, la commune de Blaise est rattachée le 1er janvier 1973 à la commune de Vouziers sous la forme de fusion-association pour former la commune de Vouziers.
Par arrêté du 11 mai 2016, depuis le 1er juin 2016, Terron-sur-Aisne, Vrizy et Vouziers se regroupent pour former la commune nouvelle de Vouziers. La création de la commune nouvelle entraine la suppression du statut de commune associée de Blaise où celle-ci devient une ancienne commune.
La loi no 2019-809, visant à adapter l'organisation des communes nouvelles à la diversité des territoires, adoptée le 1er août 2019, permet cependant pendant la durée d'un an suivant la publication de la loi, aux communes nouvelles créées jusqu'au 8 novembre 2016, dont l'une des communes historiques est issue d'une fusion-association de la loi Marcellin, de réinstaurer les communes associées supprimées par la création de la commune nouvelle en communes déléguées. C'est dans ce cadre que le conseil municipal de la commune nouvelle de Vouziers décide le 13 février 2020 d'instaurer Blaise comme commune déléguée de la commune nouvelle.

## Administration

### Liste des maires
| Période                                  | Période | Identité | Étiquette | Qualité |
| ---------------------------------------- | ------- | -------- | --------- | ------- |
| Les données manquantes sont à compléter. |         |          |           |         |
|                                          |         |          |           |         |

### Liste des maires délégués
| Période                                  | Période     | Identité          | Étiquette | Qualité |
| ---------------------------------------- | ----------- | ----------------- | --------- | ------- |
| Les données manquantes sont à compléter. |             |                   |           |         |
| 2008                                     | 2014        | Chantal Petitjean |           |         |
| 2014                                     | 31 mai 2016 | Marie Baudart     |           |         |
| février 2020                             |             | Marie Baudart     |           |         |

## Démographie
| 1793 | 1800 | 1806 | 1821 | 1872 | 1876 | 1881 | 1886 | 1891 |
| ---- | ---- | ---- | ---- | ---- | ---- | ---- | ---- | ---- |
| 245  | 226  | 259  | 250  | 214  | 215  | 205  | 211  | 220  |

| 1896 | 1901 | 1906 | 1911 | 1921 | 1926 | 1931 | 1936 | 1946 |
| ---- | ---- | ---- | ---- | ---- | ---- | ---- | ---- | ---- |
| 205  | 195  | 197  | 191  | 156  | 236  | 215  | 166  | 161  |

| 1954 | 1962 | 1968 | 1975 | 1982 | 1990 | 1999 | 2007 | 2008 |
| ---- | ---- | ---- | ---- | ---- | ---- | ---- | ---- | ---- |
| 150  | 174  | 158  | -    | -    | 154  | 121  | 117  | 115  |

| 2012 | 2013 | - | - | - | - | - | - | - |
| ---- | ---- | - | - | - | - | - | - | - |
| 121  | 119  | - | - | - | - | - | - | - |

Histogramme

(élaboration graphique par Wikipédia)

## Lieux et monuments
- Église Saint-Clément.

## Personnalités liées à la commune
- Christian Poncelet, (1928-2020), homme d'État français, président du Sénat de 1998 à 2008 y est né.